# لنوزاوود (سرزمین آلتای)
لنوزاوود (به لاتین: Lnozavod) یک منطقهٔ مسکونی در روسیه است که در سرزمین آلتای واقع شده‌است.